# Рыжехвостая мухоловка
Рыжехвостая мухоловка (лат. Ficedula ruficauda)— вид воробьиных птиц из семейства мухоловковых.

## Распространение
Обитают в основном в северных регионах Индийского субконтинента и в некоторых частях юго-западной Индии, но также в отдельных местностях Средней Азии, в том числе на территории Узбекистана и Таджикистана. Эти птицы частично перелётные — среднеазиатские популяции мигрируют в Индию, а те, что обитают в юго-западной Индии вдоль побережья Аравийского моря — в Карнатаку и Кералу. При этом другие популяции остаются в одних и тех же локациях круглый год. От случая к случаю представители вида залетают в другие части Индии.

## Описание
Длина тела 14 см, масса 11—16 г. Оперение у самцов и самок одинаковое.

## Охранный статус
МСОП присвоил виду охранный статус LC.